# Мазолестоноги
Мазолестоногите (Tylopoda) са подразред бозайници от разред Чифтокопитни (Artiodactyla).
Той включва съвременното семейство Камилови (Camelidae) и няколко изчезнали семейства, известни от фосилни находки от средния еоцен насам.

## Семейства
Подразред Tylopoda — Мазолестоноги
- Семейство †Homacodontidae (= Altiaconodontidae, Bunomerycidae)
- Надсемейство †Anoplotherioidea
  - Семейство †Anoplotheriidae
  - Семейство †Cainotheriidae
  - Семейство †Dacrytheriidae
- Надсемейство Cameloidea
  - Семейство †Oromerycidae
  - Семейство Camelidae – Камилови
- Надсемейство †Oreodontoidea/Xiphodontoidea/Merycoidodontoidea
  - Семейство †Agriochoeridae
  - Семейство †Merycoidodontidae
  - Семейство †Xiphodontidae